# Tournefortia macrostachya
Tournefortia macrostachya là loài thực vật có hoa trong họ Mồ hôi. Loài này được Rusby miêu tả khoa học đầu tiên năm 1920.